# Wentworth (New Hampshire)
Pour les articles homonymes, voir Wentworth.
Wentworth est une municipalité américaine située dans le comté de Grafton au New Hampshire. Selon le recensement de 2010, sa population est de 911 habitants.

## Géographie
La municipalité s'étend sur 41,96 milles carrés (108,68 km2), dont 0,51 milles carrés (1,32 km2) d'étendues d'eau.

## Histoire
La municipalité est fondée en 1766 et nommée en l'honneur du gouverneur Benning Wentworth,.